# 馮班
馮班（1602年—1671年），字定遠，號鈍吟老人，直隸蘇州府常熟縣人，明末清初詩人。

## 生平
馮復京次子。生於萬曆三十年（1602年）。早年為諸生，從錢謙益學詩，與兄馮舒齊名，人稱“海虞二馮”。明亡後不仕，常就座中痛哭，自署曰“二痴”。
馮班是虞山詩派的重要人物，錢謙益稱馮班之詩“沉酣六代，出入於義山（李商隱）、牧之（杜牧）、庭筠（溫庭筠）之間”，論詩講究“無一字無來處”，反對嚴羽《滄浪詩話》的妙悟說，其《鈍吟雜錄》卷五《嚴氏糾謬》專駁嚴羽說。錢陸燦對馮班提出“以妖冶為溫柔，堆砌為敦厚”的批評。吳喬推崇賀裳、馮班，稱賀裳《載酒園詩話》、馮班《鈍吟雜錄》與自己的《圍爐詩話》為“談詩三絕”，書中多引賀裳、馮班之語。康熙十年（1671年）卒。趙執信嘗謁其墓，以“私淑門人”刺，焚於塚前。

## 著作
著有《鈍吟集》、《鈍吟雜錄》、《鈍吟書要》、《鈍吟詩文稿》等。

## 家族
子馮行賢。康熙十八年（1679年）獲薦博學鴻詞科，攜馮班生前著作入京。

## 延伸阅读
[在维基数据编辑]
 在维基文库阅读此作者作品
 《清史稿/卷484》，出自趙爾巽《清史稿》